# Helicopsyche asymmetrica
Helicopsyche asymmetrica är en nattsländeart som beskrevs av Ross 1975. Helicopsyche asymmetrica ingår i släktet Helicopsyche och familjen Helicopsychidae. Inga underarter finns listade i Catalogue of Life.